# Đội tuyển bóng đá nghiệp dư quốc gia San Marino
Đội tuyển bóng đá nghiệp dư quốc gia San Marino (tiếng Ý: Nazionale di calcio amatoriale di San Marino) là đội tuyển đại diện cho San Marino ở giải UEFA Regions' Cup và được quản lý bởi Liên đoàn bóng đá San Marino (FSGC). Đội bóng này đại diện cho đất nước có dân số nhỏ nhất trong số tất cả các thành viên của UEFA.

## Thành tích

### UEFA Regions' Cup
| Thành tích tại UEFA Regions' Cup | Thành tích tại UEFA Regions' Cup | Thành tích tại UEFA Regions' Cup | Thành tích tại UEFA Regions' Cup | Thành tích tại UEFA Regions' Cup | Thành tích tại UEFA Regions' Cup | Thành tích tại UEFA Regions' Cup | Thành tích tại UEFA Regions' Cup | Thành tích tại UEFA Regions' Cup |
| Năm                              | Vòng                             | M                                | T                                | H                                | B                                | GF                               | GA                               | Pts                              |
| -------------------------------- | -------------------------------- | -------------------------------- | -------------------------------- | -------------------------------- | -------------------------------- | -------------------------------- | -------------------------------- | -------------------------------- |
| 1999                             | Vòng sơ loại                     | 3                                | 0                                | 0                                | 3                                | 1                                | 8                                | 0                                |
| 2001                             | Vòng sơ loại                     | 3                                | 0                                | 0                                | 3                                | 1                                | 8                                | 0                                |
| 2003                             | Vòng sơ loại                     | 3                                | 1                                | 0                                | 2                                | 2                                | 5                                | 3                                |
| 2005                             | Vòng loại                        | 3                                | 0                                | 0                                | 3                                | 1                                | 7                                | 0                                |
| 2007                             | Vòng loại                        | 3                                | 0                                | 0                                | 3                                | 1                                | 7                                | 0                                |
| 2009                             | Vòng loại                        | 5                                | 1                                | 2                                | 2                                | 4                                | 11                               | 5                                |
| 2011                             | Vòng loại                        | 3                                | 0                                | 0                                | 3                                | 0                                | 9                                | 0                                |
| 2013                             | Vòng loại                        | 3                                | 0                                | 1                                | 2                                | 0                                | 2                                | 1                                |
| 2015                             | Vòng sơ loại                     | 3                                | 0                                | 3                                | 0                                | 2                                | 2                                | 3                                |
| 2017                             | Vòng loại                        | 6                                | 4                                | 1                                | 1                                | 11                               | 6                                | 13                               |
| 2019                             | Vòng loại                        | 3                                | 0                                | 0                                | 3                                | 3                                | 7                                | 0                                |
| 2023                             | Vòng loại                        | 3                                | 1                                | 1                                | 1                                | 4                                | 5                                | 4                                |
| Tổng cộng                        |                                  | 41                               | 7                                | 8                                | 26                               | 30                               | 77                               | 29                               |

### Các trận đấu
| 27 tháng 6 năm 1999 1999 – Vòng sơ loại | San Marino | 1–3 | Madrid | Algarve, Bồ Đào Nha |  |
|                                         |            |     |        |                     |  |

| 28 tháng 6 năm 1999 1999 – Vòng sơ loại | Algarve | 3–0 | San Marino | Algarve, Bồ Đào Nha |  |
|                                         |         |     |            |                     |  |

| 30 tháng 6 năm 1999 1999 – Vòng sơ loại | San Marino | 0–2 | Auvergne | Algarve, Bồ Đào Nha |  |
|                                         |            |     |          |                     |  |

| 10 tháng 10 năm 2000 2001 – Vòng sơ loại | San Marino | 0–1 | Schleswig-Holstein | San Marino |  |
|                                          |            |     |                    |            |  |

| 12 tháng 10 năm 2000 2001 – Vòng sơ loại | San Marino | 0–5 | Braga | San Marino |  |
|                                          |            |     |       |            |  |

| 14 tháng 10 năm 2000 2001 – Vòng sơ loại | MNZ Celje | 2–1 | San Marino | San Marino |  |
|                                          |           |     |            |            |  |